# Tylophora acutipetala
Tylophora acutipetala är en oleanderväxtart som beskrevs av André Guillaumin. Tylophora acutipetala ingår i släktet Tylophora och familjen oleanderväxter. Inga underarter finns listade i Catalogue of Life.